# Maria Sazarina
Maria Sazarina (* 21. April 1914 in Rostow am Don; † 20. Oktober 1959 in Hamburg) war eine russische Tänzern und Schauspielerin.

## Leben
Sazarina erhielt ihre Ballettausbildung in Petrograd und Moskau, wo sie im Kinderballett tanzte, gelangte nach Berlin und wurde dort Solotänzerin an der Scala und im Wintergarten.
Sie tanzte bei Revuen in Paris, London und Budapest, danach wieder in Berlin im Metropol-Theater und im Admiralspalast. In den 1930er Jahren und zuletzt 1940 wirkte sie in einigen deutschen Tonfilmen mit. Nach dem Ende des Zweiten Weltkriegs gastierte sie an der Volksoper Hamburg und leitete eine Hamburger Tanzschule.

## Filmografie
- 1934: Ein Walzer für dich
- 1934: Fräulein Liselott
- 1936: Die letzte Fahrt der Santa Margareta
- 1936: Susanne im Bade
- 1937: Die Warschauer Zitadelle
- 1940: Die letzte Runde